# پولادلی، قبوستان
پولادلی (به لاتین: Poladlı) یک منطقهٔ مسکونی در جمهوری آذربایجان است که در شهرستان قبوستان واقع شده‌است. پولادلی ۱٬۴۶۵ نفر جمعیت دارد.